# Mesoleius scutellaris
Mesoleius scutellaris là một loài tò vò trong họ Ichneumonidae.